# Braddyville (Iowa)
Braddyville es una ciudad situada en el condado de Page, en el estado de Iowa, Estados Unidos. Según el censo de 2010 tenía una población de 159 habitantes.

## Geografía
Según la Oficina del Censo de los Estados Unidos, la localidad tiene un área total de 1,37 km², la totalidad de los cuales 1,37 km² corresponden a tierra firme.

## Demografía
Según el censo de 2010, había 159 personas residiendo en la localidad. La densidad de población era de 116,06 hab./km². Había 82 viviendas con una densidad media de 59,85 viviendas/km². El 98,11% de los habitantes eran blancos y el 1,89% pertenecía a dos o más razas. El 2,52% de la población eran hispanos o latinos de cualquier raza.